# Big Maybelle
Mabel Louise Smith, známá jako Big Maybelle (1. května 1924 Jackson, Tennessee, USA – 23. ledna 1972 Cleveland, Ohio, USA), byla americká zpěvačka. Za její hit „Candy“ z roku 1956 byla v roce 1999 oceněna Grammy Hall of Fame Award. V roce 2011 byla uvedena do Blues Hall of Fame.